# William Wallace Thayer

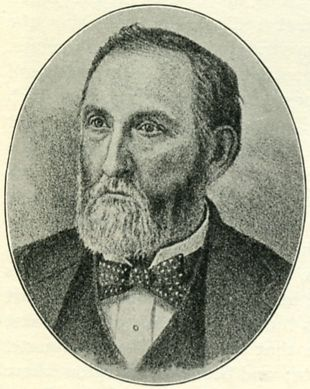
William Wallace Thayer

William Wallace Thayer (* 15. Juli 1827 in Lima, New York; † 15. Oktober 1899 in Portland, Oregon) war ein US-amerikanischer Jurist und Politiker und von 1878 bis 1882 der sechste Gouverneur des Bundesstaates Oregon.

## Frühe Jahre und politischer Aufstieg
William Thayer besuchte die örtlichen Schulen seiner Heimat, ehe er nach einem Jurastudium mit seinem Bruder Andrew in Buffalo als Anwalt praktizierte. Im Jahr 1862 zog er nach Oregon, wo er mit einem anderen Bruder ebenfalls als Anwalt arbeitete.
1863 zog er in das Idaho-Territorium. Dort war er ab 1866 wieder als Anwalt tätig. Er war gleichzeitig Bezirksstaatsanwalt im dritten juristischen Bezirk dieses Territoriums. Zwischen 1866 und 1867 war er auch Mitglied des territorialen Parlaments von Idaho. Dann kehrte er nach Oregon zurück und wurde wieder Anwalt. Im Jahr 1878 wurde er als Kandidat der Demokratischen Partei mit 79 Stimmen Vorsprung gegenüber dem Republikaner C. C. Beekman zum neuen Gouverneur gewählt.

## Gouverneur von Oregon
William Thayer trat sein Amt am 11. September 1878 an. In seiner vierjährigen Amtszeit wurde das Haushaltsdefizit abgebaut. Er kämpfte gegen Korruption und versuchte die Bürokratie abzubauen und die Verwaltung schlanker zu machen. Damals wurde auch eine Landreform per Gesetz durchgeführt und ein Krankenhaus für geistig Behinderte gebaut. Auch das Verfahren zur Besetzung freier Richterstellen am Oregon Supreme Court wurde gesetzlich geregelt.
Thayer verzichtete 1882 auf eine weitere Kandidatur und schied am 13. September dieses Jahres aus seinem Amt aus. 1884 wurde er als Richter an den Obersten Gerichtshof seines Staates berufen. Dieses Amt behielt er bis 1889, wobei er seit 1887 Vorsitzender Richter war. Danach zog er sich ins Privatleben zurück. William Thayer starb im Oktober 1899. Er war mit Samantha C. Vincent verheiratet, mit der er ein Kind hatte.